# Gloucester nationalpark
Gloucester nationalpark är en nationalpark i Australien.   Den ligger i delstaten Western Australia, i den sydvästra delen av landet, 3 000 km väster om huvudstaden Canberra. Gloucester National Park ligger 136 meter över havet. Arean är 9,0 kvadratkilometer.
I omgivningarna runt Gloucester nationalpark växer i huvudsak städsegrön lövskog.